# 18 Andromedae
18 Andromedae este o stea din constelația Andromeda.